# Kannauj (dystrykt)
Kannauj – dystrykt w stanie Uttar Pradesh w północnych Indiach, wzdłuż rzeki Ganges. Stolicą tego dystryktu jest miasto Kannauj.